# 바벨성

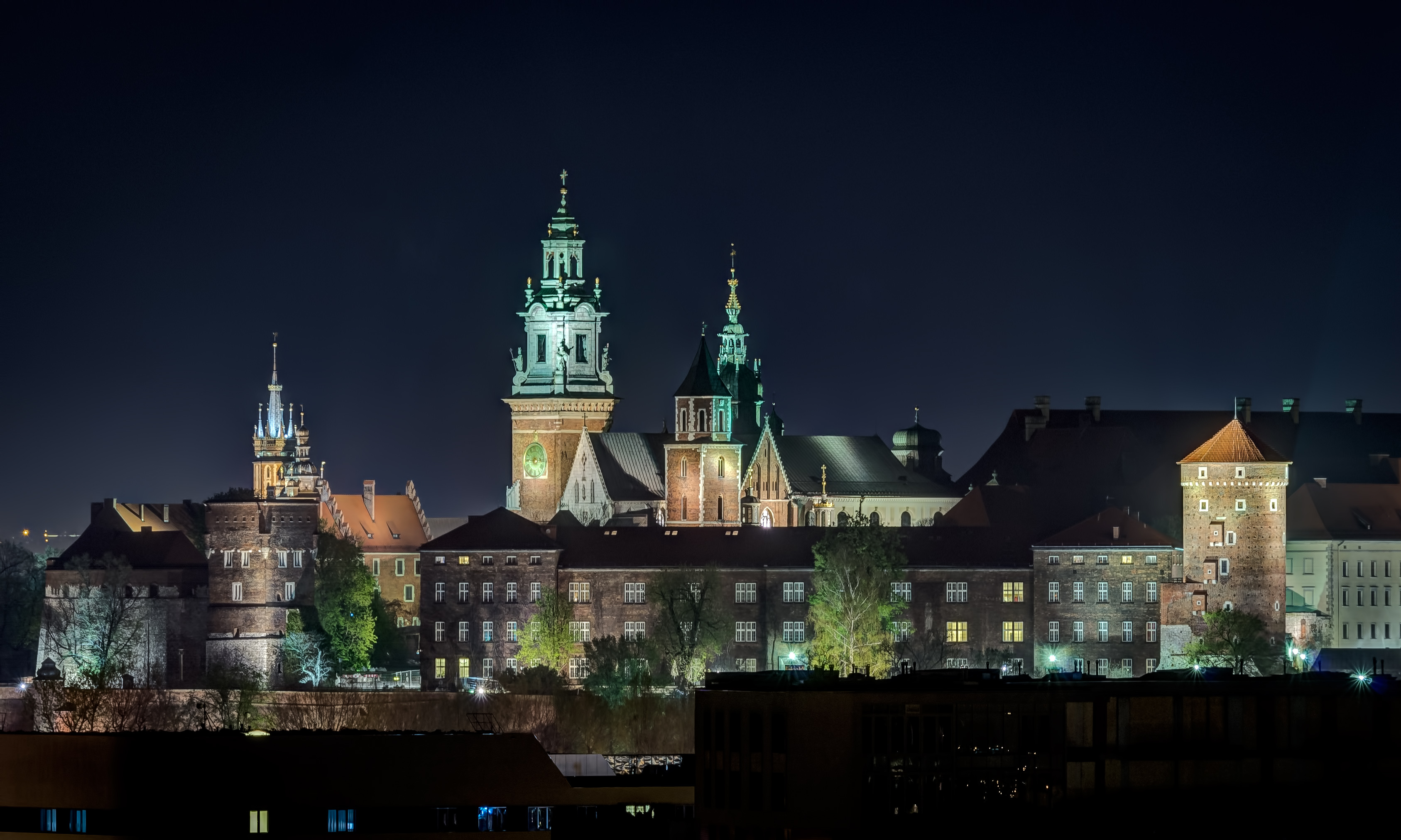
야경

바벨성(Wawel Castle, Zamek krolewski na Wawelu)은 도시 남쪽 비스와강 상류에 위치하며 성의 역사는 9세기초부터 시작된다. 성 내부에는 중세때의 갑옷, 검, 장신구, 초상화 등을 전시하고 있다. 특히 황금색의 돔으로 덮인 지그문트 예배당(Kaplica Zygmuntowska)은 르네상스 양식의 아름다움을 가장 잘 보여주는 아름다운 건물로서 대성당 내부에는 폴란드 왕의 석관과 가치있는 예술품들이 있다. 근처에 녹지공원이 조성되어 있어 경관이 수려하며 문 네 개와 기둥이 떠받치고 있는 복도가 있다.화재 후에 고딕양식의 바벨성은 1502년부터 1536년까지 르네상스 양식으로 개조되었다. 바벨성은 현재 박물관으로 쓰이고 있으며, 진기한 보물들이 많이 있다. 지그문트종이 유명하다.